# Monte Hermón
El monte Hermón (en árabe: جبل الشيخ‎, romanizado: Yabal al-Shaij, lit. 'Montaña del Jeque', pronunciado en árabe levantino: [ʒa.bal eʃ.ʃeːx]; en hebreo: הר חרמון‎, romanizado: Har Ḥermōn) es un macizo montañoso situado en Oriente Próximo, que constituye geográficamente el extremo meridional de la cordillera del Antilíbano. Su cumbre se extiende a ambos lados de la frontera entre Siria y el Líbano y, a 2814 m s. n. m., es el punto más alto de Siria.
Las laderas suroccidentales del Hermón han estado bajo control israelí desde la guerra de los Seis Días en 1967. Este sector de la montaña, junto con los Altos del Golán, fue anexado unilateralmente al distrito Norte mediante la Ley de los Altos del Golán en 1981. Un pico en esta área que se eleva a 2236 m s. n. m., es el punto más alto de Israel.
En la parte superior, en la zona de amortiguación de las Naciones Unidas (FNUOS) entre Siria y los territorios ocupados por Israel, se encuentra la posición de la ONU con tripulación permanente más alta del mundo, conocida como «Hotel Hermón».
El monte Hermón es famoso por su impresionante belleza, que ha sido fuente de inspiración de la mayoría de los poetas árabes y hebreos. En sus laderas se encuentran restos de templos antiguos, uno de ellos probablemente dedicado a la deidad semítica Baal (dios fenicio y asirio), y varios que contienen inscripciones en griego.

## Geografía

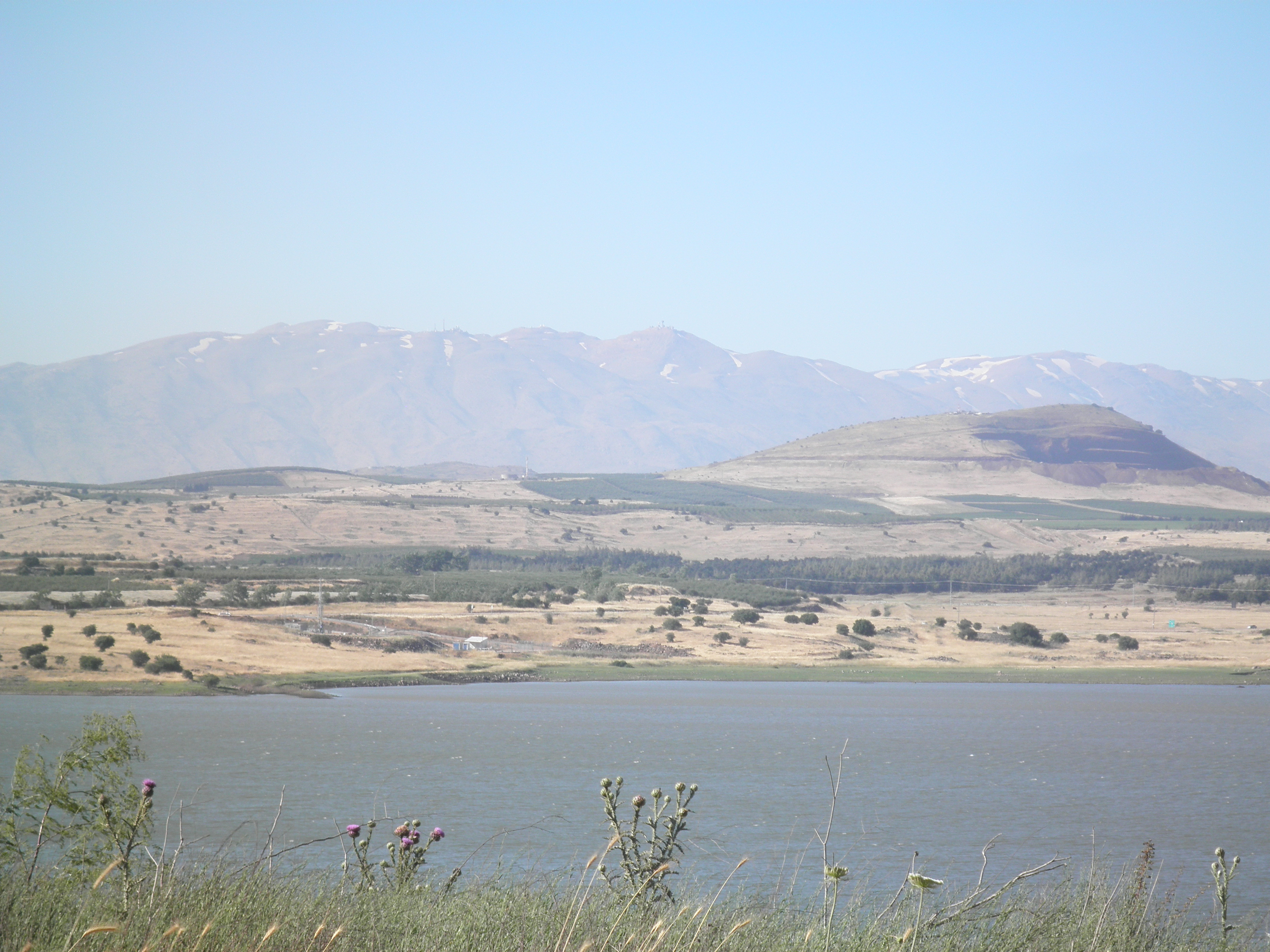
El monte Hermón visto desde Merom Golan, asentamiento israelí situado en los Altos del Golán.

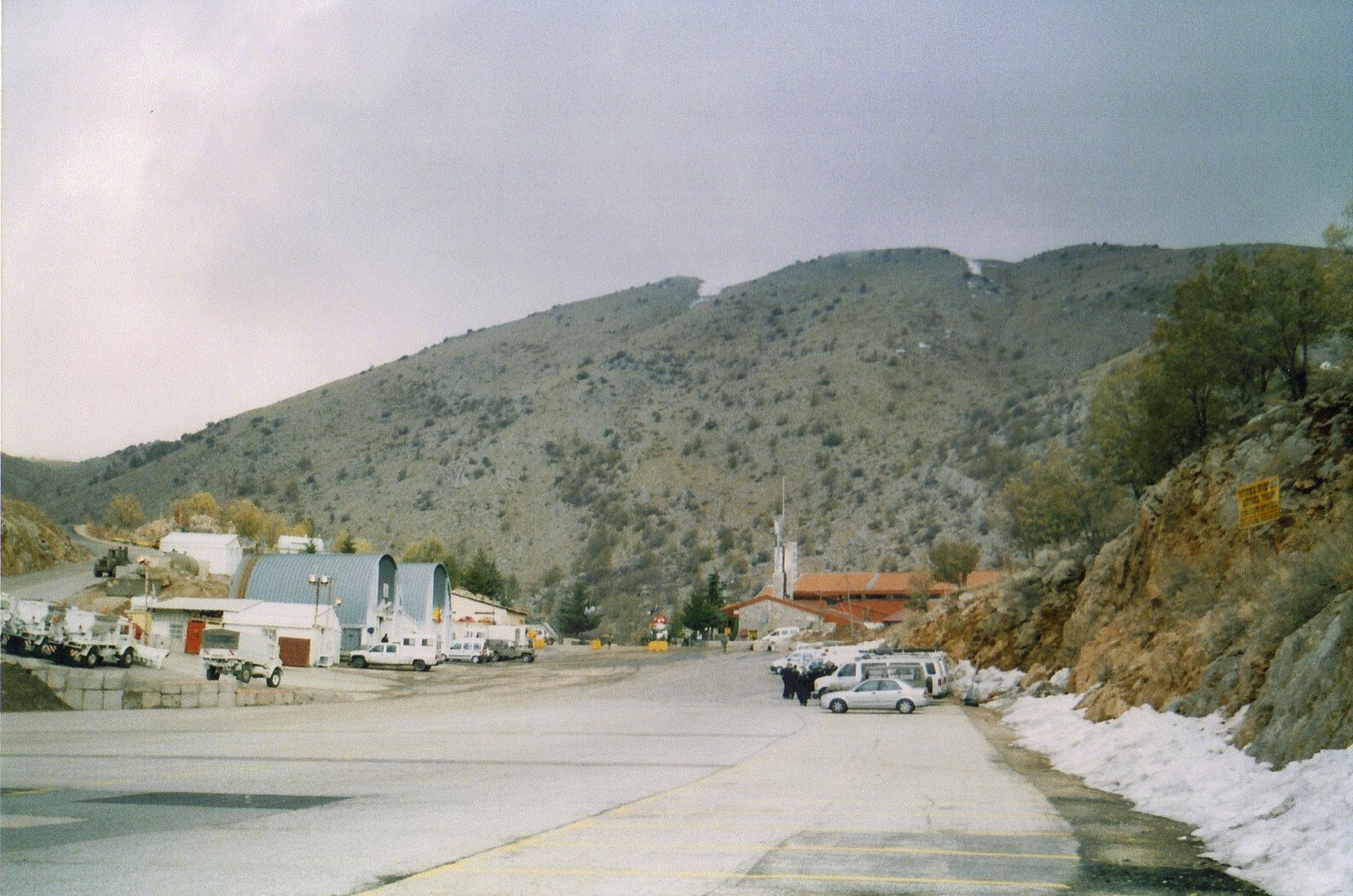
El monte Hermón.

El monte Hermón, es en realidad un conjunto de montañas con tres cumbres al sur de la cordillera del Antilíbano, siendo el Hermón el más alto de ellas, alcanzando a una altitud de 2814 m sobre el nivel del mar. Es el punto más alto de esta cordillera y la segunda de la costa del mar Mediterráneo, tras el monte libanés Qurnat as Sawda con 3088 m y ubicado en la cordillera del Líbano.
Debido a su altura, el Hermón capta una gran cantidad de precipitaciones. Las nevadas estacionales cubren de nieve tres de sus picos la mayor parte del año, sobre todo en invierno y primavera. Aquí se localizan las fuentes de varios ríos, entre ellos el Jordán. Por debajo de la cota nival, son abundantes los viñedos, los pinos, los robles y los álamos.

## Historia bíblica
El monte Hermón fue llamado Senir por los amorreos y Sirión por los fenicios (Deuteronomio 3:9; Salmos 29:6; 1 Crónicas 5:23; Cantares 4:8; Ezequiel 27:5). La montaña se consideró el límite septentrional de Israel que sirve de frontera entre Israel, el Líbano y Siria y recibe el nombre de "Monte Ba'al Hermón" (Jueces 3:3). También es llamado “Monte Sirión” (Dt. 4:48, *RV, Reina-Valera, 1989) ó “Monte Siryón” (*BCJ, Biblia Corona de Jerusalén).
Algunas Biblias vierten: “El monte de Sión, que es Hermón” (Deuteronomio 4:48 *RV, Reina-Valera, 1909), *RV, Reina-Valera, llamada La Biblia del Oso, 1569; *RVA, Reina-Valera Antigua, 1602; *TA, Torres Amat, 1825; *JSe, Jünemann Septuaginta en español, 1928; *BSe, Septuaginta al español; *RV, Reina-Valera, 1862; 1865; 1909; 1960; 1990; 1995; 2000; 2004; *RVG, Reina-Valera-Gómez, 2010; *RVC, Reina-Valera Contemporánea, 2011; *BSO, Biblia Siglo de Oro, de Biblia Castilla, 2003; *NBLH, Nueva Biblia Latinoamericana de Hoy, 2005; *BTX3, Biblia Textual 3ª Ed., Sociedad Bíblica Iberoamericana; *NBLH, Nueva Biblia de Los Hispanos; *SSE, Spanish Sagradas Escrituras; etc.)
Cuando citan El monte de Sión, que es Hermón (Deuteronomio 4:48 *RV, 1909). Muestran un error de transcripción. Dado que el —monte Sión— se halla en una colina de Jerusalén (al Este, junto a la frontera de Cisjordania) y por ello *NTV, Nueva Traducción viviente; *NC, Nácar-Colunga, 1955; *DHH, Dios Habla Hoy, 1966; *NM, Nuevo Mundo, 1987; *RV, Reina-Valera, 1989; *NVI, Nueva Versión Internacional, 1999; *TLA, Traducción en Lenguaje Actual, 2000; y otras, dicen: “—El monte Sirión— {No Sión}, que es Hermón”. Como dice *BCJ, Biblia Corona de Jerusalén {Keter Yerushalayim, Nueva edición del Kéter Aram Tzová, el Códice de Alepo} lo traduce: “Desde Aroer, que está situada al borde del valle del Arnón, hasta el monte Siryón (esto es, el Hermón)”; mostrando que —Sirión ó Siryón— se halla al norte de Israel y SO de Siria. Pero NO ES el —monte Sión— del Este de Israel en Jerusalén (O. de Cisjordania). Véase (Sal. 133:3, *NC, 1955): “Como el rocío del Hermón, que desciende sobre los montes de Sión, pues allí envía Yavé su bendición y vida eterna”. Y cuando la misma (*RV, 1909) vierte en (Deuteronomio 3:9): "(Los Sidonios llaman á Hermón Sirión; y los Amorrheos, Senir:)".
Los evangelios hablan de Jesús y sus discípulos camino del norte de Betsaida en el mar de Galilea a la ciudad de Cesarea de Filipo en la base sur del Monte Hermón (Mateo 16:13, Marcos 8:27). Allí Jesús les reveló su propósito de fundar su Iglesia y de ir a Jerusalén para morir y luego resucitar (Mateo 16:18-21). 
Al monte Hermón se le considera como uno de los sitios posibles donde pudo tener lugar la Transfiguración, momento en el cual Jesús tomó a tres de sus discípulos, Pedro, Jacobo (Santiago el Mayor) y Juan, en una montaña elevada para orar.(Mateo 17:1-8; Marcos 9:2-8; Lucas 9:29-36).
El monte Hermón también es conocido como la montaña del Jerarca (Yabal al Sheij); también se lo conoce como la montaña del Anciano y montaña Nevada, por varias razones, montaña nevada, ya que casi siempre está cubierta de nieve, sólo algunos meses en verano no se aprecia sus cumbres nevadas (entre julio y septiembre), y Yabal El Shaij o del Anciano en honor a un gran santo druso, el Shaij Mohammad Abi Hlál, conocido como Shaij Fadel hierofante, intelectual y poeta, que nació en el año 987 D.H. (1579 d. C.), otros escritores ubican su nacimiento en el año de 1577, en la aldea de ash-Sha`tra en el lado libanés al sur de la Cordillera Monte Anti-Líbano, región de Hasbaiyah – Rashaiyah y murió el 7 de diciembre de 1640 en la aldea de Ain`Ata ubicada muy cerca de la caverna donde vivió, a la edad de 63 años (2).
Igualmente el monte Hermón, según el libro de Enoc el cual es considerado apócrifo, fue el lugar donde descendieron "—los Vigilantes, hijos del Cielo—" y donde acordaron diciendo: "Vayamos y escojamos mujeres de entre las hijas de los hombres y engendremos hijos" (Libro de Enoc 6:2, 6; Gén. 6:1, 2).

## Conflicto árabe-israelí

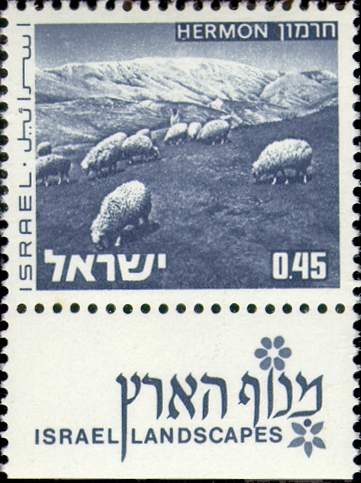
El monte Hermón en un sello israelí, de la serie "Paisajes de Israel", enero de 1973 (antes de la Guerra de Yom Kippur)

### Guerra de los Seis Días, 1967
Durante la Guerra de los Seis Días en junio de 1967, una parte del Monte Hermón en Siria fue capturada por Israel.[cita requerida]

### Guerra del Yom Kipur; 1973
Siria recuperó esta parte el 6 de octubre de 1973, el primer día de la Guerra de Yom Kipur, tras la Primera Batalla del Monte Hermón. Tras ser repelidas en la Segunda Batalla del Monte Hermón, las FDI recuperaron tanto el sector anteriormente ocupado por Israel como el sector controlado por Siria antes de la Guerra de Yom Kippur el 21 de octubre de 1973, durante la Operación Desert ,también conocida como la Tercera Batalla del Monte Hermón.

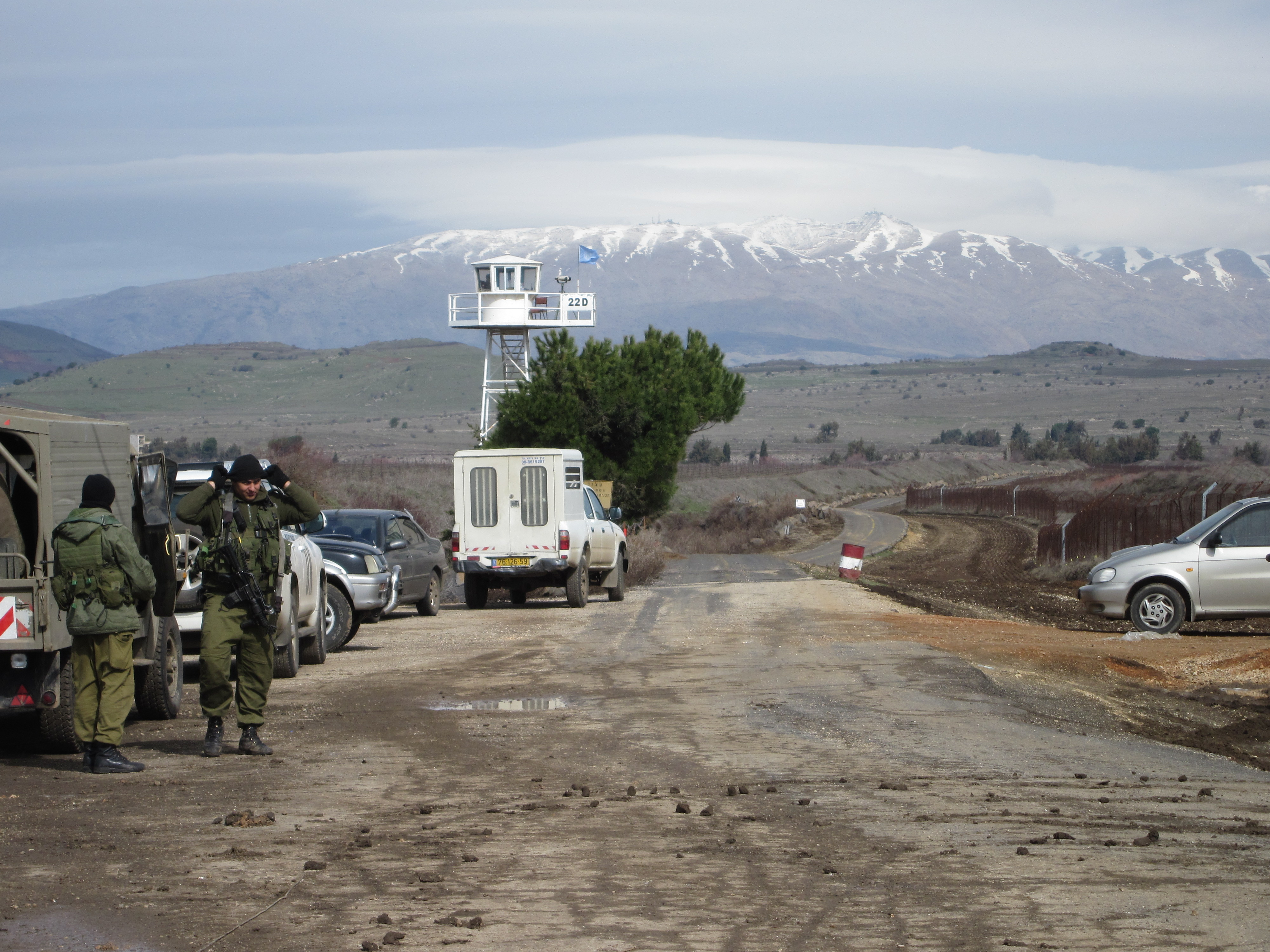
Exportación de manzanas de Israel a Siria, a petición del CICR y asegurada por la ONU, cerca del monte Hermón

### 1973-2024
El sector controlado por Siria antes de la Guerra de Yom Kippur fue devuelto a Siria después de la guerra.
El sector de la montaña ocupado por Israel pasó a estar patrullado por las Fuerzas de Defensa de Israel y la Policía de Israel, y las Fuerzas de Seguridad de Israel han mantenido un puesto de observación estratégico para supervisar la actividad militar siria y libanesa cerca de Mitzpe Shlagim ("Mirador de la Nieve"), que se encuentra a una altitud de unos 2.224 m. Su pico vecino, de 2.236 m, es la elevación más alta en el territorio controlado por Israel,conocido en Israel como Mitzpe Hashlagim.

### 2024
Tras el colapso del régimen de Ásad en Siria después de las ofensivas de la oposición siria el 8 de diciembre de 2024, las fuerzas israelíes tomaron la cumbre más alta del Monte Hermón (puesto de avanzada de Jabal El Sheikh) el mismo día. 